# Suflí
Suflí è un comune spagnolo situato nella comunità autonoma dell'Andalusia.